# Du sang dans le désert
Pour plus de détails, voir Fiche technique et Distribution.
Du sang dans le désert (The Tin Star) est un western américain réalisé par Anthony Mann et sorti en 1957.

## Synopsis
Morgan Hickmann (Henry Fonda) est un chasseur de primes. Il arrive dans une ville de l'Ouest américain en transportant le cadavre d'un bandit sur l’un de ses chevaux afin de percevoir la prime. Néanmoins les habitants de la ville sont hostiles à son égard : on respecte les chasseurs de primes, mais on ne les aime pas.
Il fait la connaissance d'un garçon d'une dizaine années, et se lie d'amitié avec sa mère. Celle-ci, Nona Mayfield, avait eu une liaison avec un Indien, et leur fils est métis, ce qui engendre un sentiment de racisme de certains habitants du village à son encontre.
Morgan découvre que le jeune shérif Ben Owens (Anthony Perkins), nouvellement élu, a des difficultés face aux provocations d'une brute notoire, Bart Bogardus (Neville Brand). Morgan, ancien shérif, va apprendre à Owens les ficelles du métier pour s'imposer et faire régner l'ordre.

## Fiche technique
- Titre original : The Tin Star
- Titre français : Du sang dans le désert
- Réalisation : Anthony Mann
- Scénario : Dudley Nichols d’après une histoire de Barney Slater et Joel Kane
- Direction artistique : Hal Pereira
- Décors : Sam Comer, Frank R. McKelvy
- Costumes : Edith Head
- Maquillages : Wally Westmore
- Coiffures : Nellie Manley
- Photographie : Loyal Griggs
- Son : Hugo Grenzbach, Winston H. Leverett
- Musique : Elmer Bernstein
- Montage : Alma Macrorie
- Année de tournage : 1957
- Production : William Perlberg, George Seaton
- Production associée : Gordon Cornell Layne
- Société de production : Perlberg-Seaton Productions, Paramount Pictures
- Société de distribution d'origine : Paramount Pictures
- Pays de production :  États-Unis
- Langue originale : anglais
- Format : noir et blanc —  35 mm — 1,85:1 (VistaVision) — son monophonique (Westrex Recording System)
- Genre : western
- Durée : 93 minutes
- Dates de sortie : 
  - États-Unis : 23 octobre 1957
  - France : 14 février 1958
- Affiches : Boris Grinsson (France), Enzo Nistri (Italie)

## Distribution
- Henry Fonda  (V.F : Jacques Beauchey) : Morg Hickman
- Anthony Perkins  (V.F : Michel François) : le shérif Ben Owens
- Betsy Palmer  (V.F : Renée Simonot) : Nona Mayfield
- Michel Ray (en) : Kip Mayfield / Jim
- Neville Brand  (V.F : Jean Martinelli) : Bart Bogardus / Bogarde
- John McIntire  (V.F : Camille Guérini) : le docteur Joseph McCord
- Mary Webster (en) : Millie Parker
- Peter Baldwin : Zeke McGaffey
- Lee Van Cleef  (V.F : Claude Péran) : Ed McGaffey
- James Bell : le juge Thatcher
- Richard Shannon (V.F : Lucien Bryonne) :  Buck henderson
- Howard Petrie  (V.F : Richard Francœur) :  le maire, Harvey King
- Frank McGrath  (V.F : Marc Valbel) : Jim Clark, conducteur de la diligence
- Russell Simpson  (V.F : Paul Villé) : Clem Hall
- Mickey Finn (V.F : Jean Clarieux) : McCall, un participant à la brigade
- Frank Cordell  (V.F : Emile Duard) : un homme participant à la brigade
- Hal K. Dawson (en) : Andy Miller
- Jack Kenney : Sam Hodges
- Frank Cady : Abe Pickett
- Bob Kenaston : Hardman, un participant à la brigade
- Allen Gettel : Sloan, un participant à la brigade
- Tim Sullivan : Virgil Hough

Cascades
Jack N. Young

## Analyse
Ce film évoque plusieurs thèmes comme la résilience, le droit à faire et refaire sa vie amoureuse, le droit d'être heureux, la conscience professionnelle,  le courage, la transmission des principes moraux et le lien père-fils, inter-générationnel, inter-racial avec une critique du racisme des pionniers blancs envers les « Indiens peaux-rouges », les premières Nations de l'Ouest américain. Il met en lumière, de façon prémonitoire en 1957, des valeurs dites « humanistes » telles que le respect des droits civils des êtres humains dans leur diversité culturelle et dans le respect des lois contre la justice expéditive, un concept qu'on appelle, 70 ans plus tard : l'état de droit,.